# Phil Neal
Philip ("Phil") George Neal (Irchester, Northamptonshire, 20 februari 1951) is een voormalig betaald voetballer uit Engeland, die speelde als verdediger gedurende zijn carrière. Na zijn actieve loopbaan stapte hij het trainersvak in. Hij was hoofdtrainer van achtereenvolgens Bolton Wanderers (waarmee hij in seizoen 1988/89 de Football League Trophy won), Coventry City, Cardiff City en Manchester City. Neal won als speler van Liverpool een imposant aantal van vier Europacup I-titels. Tevens won Neal met diezelfde club nog een UEFA Cup-titel.

## Clubcarrière
Neal speelde clubvoetbal in Engeland voor onder meer Northampton Town, Liverpool en Bolton Wanderers. Zijn grootste successen vierde hij bij Liverpool. Zo is hij de enige speler van Liverpool die in alle gewonnen Europacup I-finales van de jaren '70 en '80 actief was. Hij won met de club verder nog eenmaal de UEFA Cup en eenmaal de UEFA Super Cup. Nationaal won Neil zevenmaal het landskampioenschap, vijfmaal de Charity Shield en viermaal de League Cup.

## Interlandcarrière
Neal speelde vijftig keer voor de nationale ploeg van Engeland, en scoorde vijfmaal voor de nationale ploeg in de periode 1976-1983. Onder leiding van bondscoach Don Revie maakte hij zijn debuut op 24 maart 1976 in de British Home Championship-wedstrijd tegen Wales (1-2) in Wrexham, net als collega-verdediger Phil Thompson van Liverpool. Hij nam met Engeland deel aan het EK voetbal 1980 en het WK voetbal 1982.

## Erelijst
Liverpool
- Football League First Division: 1975/76, 1976/77, 1978/79, 1979/80, 1981/82, 1982/83, 1983/84
- FA Charity Shield: 1976, 1977, 1979, 1980, 1982
- Football League Cup: 1980/81, 1981/82, 1982/83, 1983/84
- Football League Super Cup: 1986
- Europacup I: 1976/77, 1977/78, 1980/81, 1983/84
- UEFA Cup: 1975/76
- Europese Supercup: 1977

Als trainer
 Bolton Wanderers
- Football League Trophy: 1988/89